# Decimus Junius Brutus Callaicus
Decimus Junius Brutus Callaicus was een Romeinse politicus en generaal uit de 2e eeuw voor Christus.
Callaicus was praetor in 141 v.Chr. en werd in 138 v.Chr. gekozen als consul. In 137 en 136 v.Chr. was hij proconsul in Hispania.
Hij leidde de Romeinse legioenen in de verovering van het westen van het Iberisch Schiereiland na de dood van Viriathus, hoofdman van de Lusitanianen. Hij behaalde vele overwinningen in het zuiden van het hedendaagse Portugal alvorens naar het noorden te trekken. Hij liet de stad Olissipo (het huidige Lissabon) verstevigen met fortificaties.
Volgens Strabo veroverde Brutus uiteindelijk de Miño. Tegen het einde van zijn campagnes had Rome alle gebieden tussen de Douro en de Miño veroverd.
In 138 v.Chr. stichtte Brutus de stad Valentia Edetanorum. In 136 v.Chr. gaf de Senaat Brutus de titel Callaicus voor zijn campagnes in Gallaecia.
Brutus was de literaire patrones van de dichter Lucius Accius.